# 完全犯罪
完全犯罪（かんぜんはんざい、英語: Perfect crime）とは、犯行の手口が社会的に露見せずに犯人が捕まらない犯罪を指す。
推理小説やテレビドラマなどにおいて、犯行の隠蔽や題材の一つとして用いられ、主に知的なトリックを用いたタイプと、現実的な確実性を重視したタイプに分類される。

## 概要
完全犯罪という語は、一般的なフィクションにおいて以下に挙げる条件の一部または全てを満たす場合に使用される。
- 犯行が露見しない
- 被害者が見つからない
- 加害者が判明しない
- 証拠が見つからない
- トリック（犯行の手法）が見破られない
- 法的に裁かれない（法の目をすり抜けるなど）
- 加害者が捕まらない（時効まで逃げ切る、捜査範囲外に逃亡する、加害者が死亡した、など）

犯罪者にとっては
- 時効が成立する
- 裁判で無罪判決が確定する（一事不再理）
- 全くの別人が犯人として有罪判決が確定する（冤罪）

などの形で、それ以上その犯行について追及され、あるいは刑罰を受ける恐れが消滅したときが、完全犯罪の完成であるとされる。
一部の人間に犯行が露見しても、一部の人間を殺害・隔離・共犯にさせるなどをして社会全体に露見しない場合も完全犯罪に含める場合もある。

## フィクションの完全犯罪
完全犯罪は、推理小説・ドラマなどのフィクション作品において頻繁に扱われている。特に本格ミステリでは完全犯罪を目指す犯人のトリック（密室やアリバイなど）と、それを推理する探偵の活躍に重点が置かれている。逆に良心の呵責や不安など心理描写に重きをおく作品も存在する。
完全犯罪が達成される作品の中には、探偵役が犯人の動機や背景に同情し見逃したり、吹くはずもない大風が吹いて犯行現場から足跡を消し去るなど、計画とは関係のない理由で達成されるパターンもある。

## 完全犯罪を扱ったフィクション作品
- 青の炎（貴志祐介）
- 花嫁の鮮やかな完全犯罪（カトリーヌ・アルレー原案）
- 途上（谷崎潤一郎）
- 刑事コロンボ・「だまされたコロンボ」
- 古畑任三郎・「ニューヨークでの出来事」・「今、甦る死」（三谷幸喜）
- 聖女の救済（東野圭吾）
- 完全犯罪（小栗虫太郎）

## 完全犯罪とされた実在事件
過剰な列挙を防ぐため、リンク先のある特筆性のある重要事件のみとする。

### 未解決事件
イギリス
- 1888年 … 切り裂きジャック

アメリカ合衆国
- 1963年 … ケネディ大統領暗殺事件
- 1971年 … D.B.クーパー事件
- 1996年 … ジョンベネ殺害事件

日本
- 1949年 … 下山事件（国鉄三大ミステリー事件）
- 1949年 … 松川事件（国鉄三大ミステリー事件）
- 1968年 … 三億円事件
- 1979年 … 長岡京ワラビ採り殺人事件
- 1980年 … 元尾道市長夫妻殺害事件
- 1984年 … グリコ・森永事件
- 1986年 … 赤報隊事件
- 1988年 … 名古屋妊婦切り裂き殺人事件
- 1990年 … 札幌信金OL殺人事件
- 1991年 … 悪魔の詩訳者殺人事件
- 1994年 … 井の頭公園バラバラ殺人事件
- 2000年 … 世田谷一家殺害事件

### 解決済み事件
日本
- 1949年 … 三鷹事件 (国鉄三大ミステリー事件)
- 1982年 … 松山ホステス殺害事件
- 1984年 … 城丸君事件
- 1986年 … トリカブト保険金殺人事件[1]
- 1993年 … 埼玉愛犬家連続殺人事件
- 2000年 … 亘理町自衛官殺害事件
- 2002年 … 北九州監禁殺人事件
- 2008年 … 江東マンション神隠し殺人事件
- 2012年 … パソコン遠隔操作事件